# 李弈
李弈，字景世，赵国柏仁县（今河北省邢台市隆尧县）人，出自赵郡李氏东祖，李式弟，美容貌，有才艺。位都官尚书、安平侯，与兄李敷同死。

## 生平
李弈是官宦子弟，長得儀表堂堂，風流倜儻，兼之多才多藝，善解人意，因而深得馮太后寵愛，經常入侍宮中。
太和初，文明太后追念弈兄弟，及誅䜣，存問李憲等一二家，歲時賜以布帛。

## 影视形象

### 電視劇
| 劇名           | 演員   |
| 《北魏冯太后》 | 陸詩雨 |